# Клифвуд-Бич
Клифвуд-Бич (англ. Cliffwood Beach) ― неинкорпорированная община и место проведения переписи населения в тауншипе Абердин, округ Монмут, штат Нью-Джерси, США. По данным переписи 2020 года, население составляло 3036 человек.
Городок Матаван был основан 23 февраля 1857 года. Сюда входили часть Мидлтаун-Пойнта (ныне район Матаван), часть Маунт-Плезант (переименованного в 1890 году в Френо) и пляж Матаван. Пляжная зона городка Матаван позже была переименована в Клифвуд-Бич.
Клифвуд-Бич был выкуплен в 1860 году Генри Кларком, который планировал создать курортное сообщество. Хотя изначально концепция не удалась, в 1923 году компания Morrisey and Walker создала концепцию курортного сообщества в Клифвуд-Бич с летними бунгало, которые дополняли новые курорты на побережье Джерси 1920-х годов. Офисы по продаже недвижимости «Морриси и Уокер» сами по себе были местной достопримечательностью, поскольку были оформлены в виде пиратского корабля в знак уважения к легендам капитана Кидда, его сокровищам и озеру сокровищ в Клифвуд-Бич.
В 1924 году вдоль береговой линии пляжа Клифвуд был проложен дощатый настил протяженностью в одну милю. В 1926 году вдоль Клифф-Уок было построено казино Country Club с видом на озеро Трежер. Также в 1926 году открылся ресторан Cat 'n Fiddle, а также карусель и зал игровых автоматов. В 1928 году началось строительство бассейна с соленой водой, примыкающего к набережной и озеру сокровищ. Построенный в 1929 году, он был достопримечательностью штата, его часто посещали призеры Олимпийских игр Джордж Коджак и Джонни Вайсмюллер. Позже Вайсмюллер прославился своей ролью "Тарзана".
Клифвуд-Бич был одним из первых получателей помощи в рамках программы "Зеленые акры" Департамента охраны окружающей среды штата Нью-Джерси, которая была учреждена в 1961 году. Город получил средства на строительство парка рядом с набережной Клифвуд-Бич. С тех пор теннисные корты были переоборудованы в закрытую арену для катания на роликовых коньках, а оригинальное игровое оборудование и две баскетбольные площадки были модернизированы.
О сообществе было рассказано в 28-м номере журнала Weird NJ magazine. В статье "Клифвуд-Бич: забытый курорт" рассказывалось о том, как внезапно город был забыт. От развлечений на набережной ничего не осталось, кроме большого плавательного бассейна, который заброшен и засыпан мусором.
19 июля 2018 года в городке была завершена и открыта Абердинская морская прогулка - маршрут протяженностью в полмили, который в основном проходит вдоль первоначальной поврежденной дамбы. Здесь есть девять мест для рыбалки, 15 обзорных площадок, несколько скамеек и беседка. Для предотвращения вандализма на дорожках установлены 38 светодиодных фонарей, а также несколько камер видеонаблюдения. Рядом с беседкой на пляже был проложен пятифутовый тротуар из тикового дерева. Проект полностью соединил Бич-Драйв и Лейкшор-драйв, создав первую за последние десятилетия полностью подключенную инфраструктуру для отдыха.
Компания New Jersey Transit осуществляет местное автобусное сообщение по маршруту 817.